# Camp de concentration d'Argelès-sur-Mer
Le camp de concentration d'Argelès-sur-Mer est un camp de regroupement initialement conçu pour accueillir des réfugiés de la guerre civile espagnole lors de la Retirada. Il est construit à la hâte à partir de février 1939 sur les plages de la commune d'Argelès-sur-Mer dans les Pyrénées-Orientales directement sous l'égide du ministère de l'Intérieur Albert Sarraut pour faire face à l'afflux sans précèdent de réfugiés venus de l'autre côté de la frontière franco-espagnole. 
D'abord érigé pour accueillir des républicains espagnols, il sert ensuite de camp de concentration pour les Tsiganes, les Juifs, ainsi que pour de nombreux étrangers lors du déclenchement de la Seconde Guerre mondiale en France. Avec plus de 250 000 internés transitant par le camp de 1939 à 1941, dont plus de 110 000 uniquement dans la période de février à juin 1939 il s'agît de l'un des premiers et un des plus importants camps de concentration français perçu comme l'un des symboles de la Retirada,. Le camp ferme en 1941 pour devenir un Chantier de la jeunesse française sous le régime de Vichy.

## Histoire

### Avant 1939

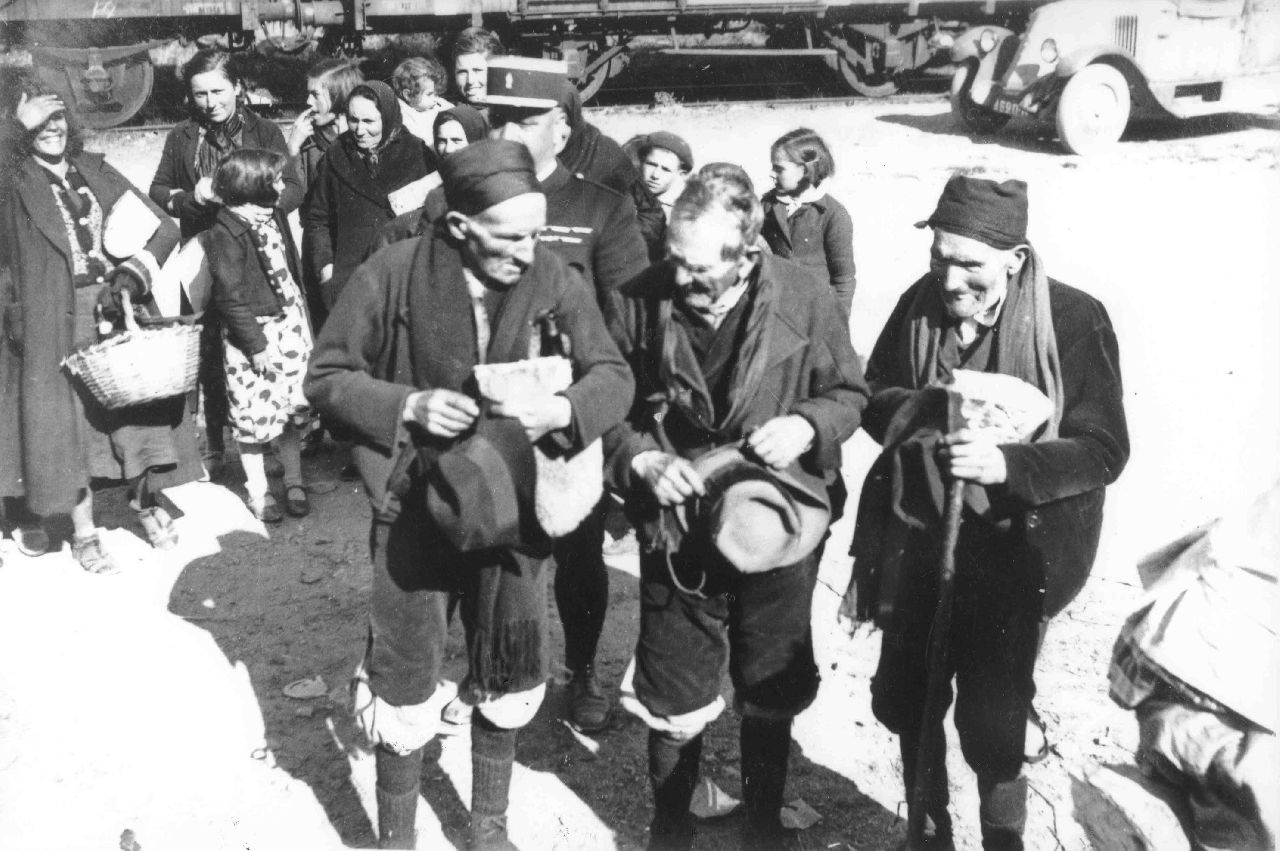
Paysans aragonais refoulés à la frontière près d'Arreau le 12 avril 1938, les populations frontalières les plus pauvres sont parmi les premières à fuir l'Espagne, avant la défaite effective de 1939.

Dès 1938, l'horizon de la défaite des républicains pendant la guerre d'Espagne pousse certaines populations à l'exil. Ce phénomène d'immigration n'est pas nouveau en France, pays qui compte le plus d'immigrés au monde en 1930. Les Espagnols représentent avant 1939 déjà une part importante des populations immigrées en France, mélangeant exilés politiques et immigrés économiques. Essentiellement employés pour les travaux agricoles, le nombre d'immigrés espagnols est néanmoins en baisse depuis la fin de la Première Guerre mondiale et l'instauration d'une république en Espagne, passant ainsi de 350 000 pendant la Grande Guerre à 250 000 dans les années 1930 notamment à partir de la Grande Dépression qui touche considérablement la France.
Si entre 1936 et 1937 environ 2 000 catalans s'installent au-delà de la frontière des Pyrénées-Orientales pour éviter la mobilisation militaire, ce phénomène reste transitoire car dès le mois d'octobre 1937 le gouvernement ordonne le rapatriement de tous les hommes en âge de porter les armes.
La perspective d'une défaite des républicains et d'un exil important en France inquiète tout de même le gouvernement français d’Édouard Daladier qui décide dès avril 1938 de réfléchir à des emplacements possibles de camp d'internement proche de la frontière pyrénéenne. Le 29 avril 1938 une note secrète du ministre de la Guerre est envoyé aux commandants des 16e et 17e régions militaires leur demandant de prévoir « l'installation de camps de circonstance pour certaines catégories de réfugiés espagnols ». Trois sites sont retenus, Canet-en-Roussillon, Argelès-sur-Mer et Saint-Cyprien, seuls les deux derniers ouvriront en février 1939 du fait de leurs larges bandes de sable éloignées des populations locales rendant plus facile la construction de camps. Toujours dans l'anticipation de la venue de nombreux espagnols en France, le gouvernement adopte un décret le 12 novembre 1938 qui rend possible l'internement sans aucune condition au préalable des exilés politiques et des réfugiés de manière générale.

### Un afflux massif à partir des premiers mois de 1939:La Retirada

#### De janvier à mars 1939, les débuts du camp marqué par une grande désorganisation

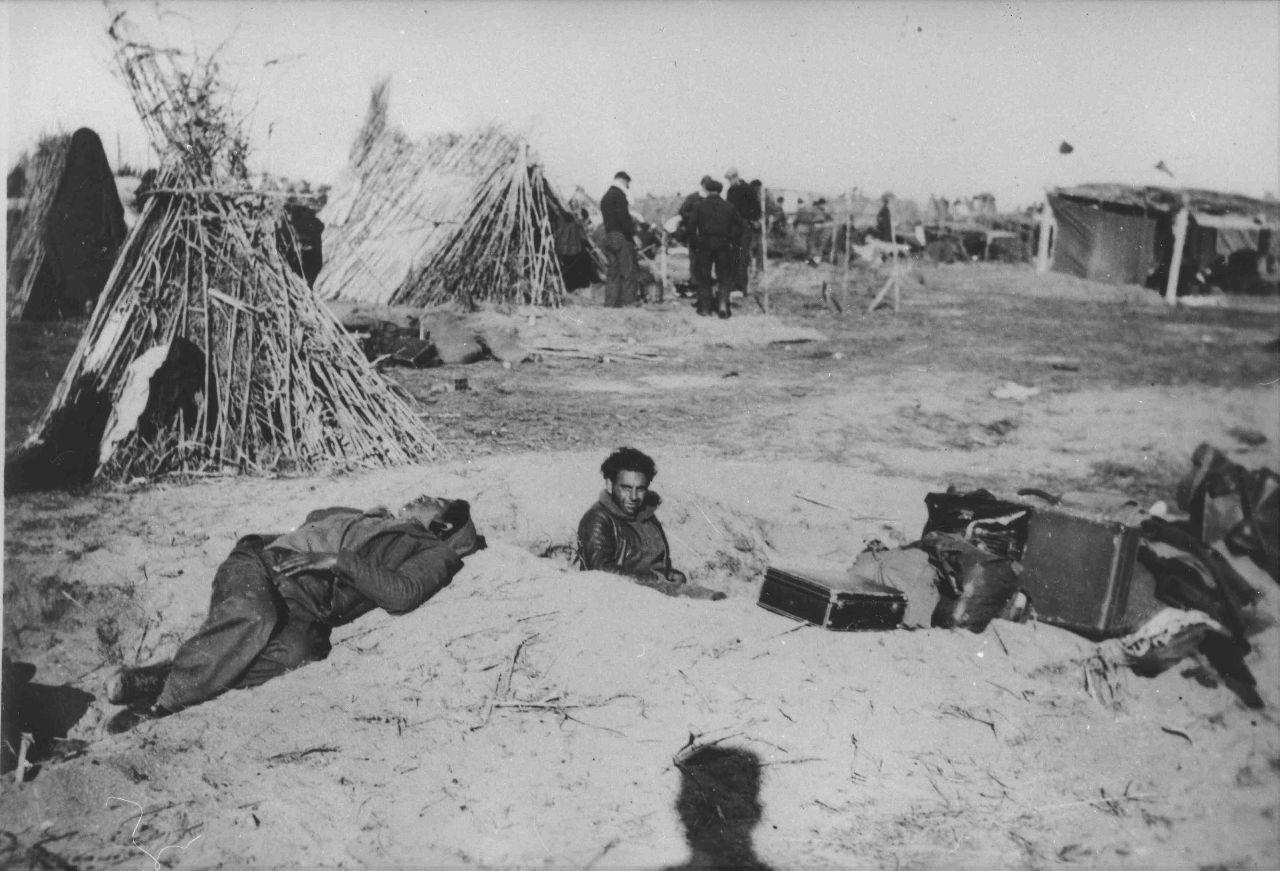
Réfugiés se reposant dans leur trou dans le sable en janvier 1939. Ces réfugiés font partie des premiers à être retenus et participent à la construction du camp.

La défaite républicaine en Espagne pousse rapidement à l'exil des centaines de milliers de réfugiés qui craignent les répressions du nouveau pouvoir franquiste. Dès janvier 1939 le gouvernement républicain espagnol demande au gouvernement français d'accueillir et d'anticiper la venue de plus de 150 000 réfugiés civils. 
En Catalogne, tout comme au Pays basque, la crainte d'une répression particulièrement forte en raison des identités culturelles locales non castillanes ainsi que de l'engagement de ces deux régions contre Franco dans la guerre entraine un mouvement d'exil particulièrement important connu sous le nom de Retirada. À partir de l'ouverture de la frontière aux soldats républicains le 5 février jusqu'à la prise de contrôle par les troupes franquistes le 11 février 1939, plus de 475 000, républicains franchissent la frontière franco-espagnole dont plus de 264 000 dans les Pyrénées-Orientales pour un département qui ne compte alors que 240 000 habitants. Près de 36 % des réfugiés sont originaires de Catalogne.

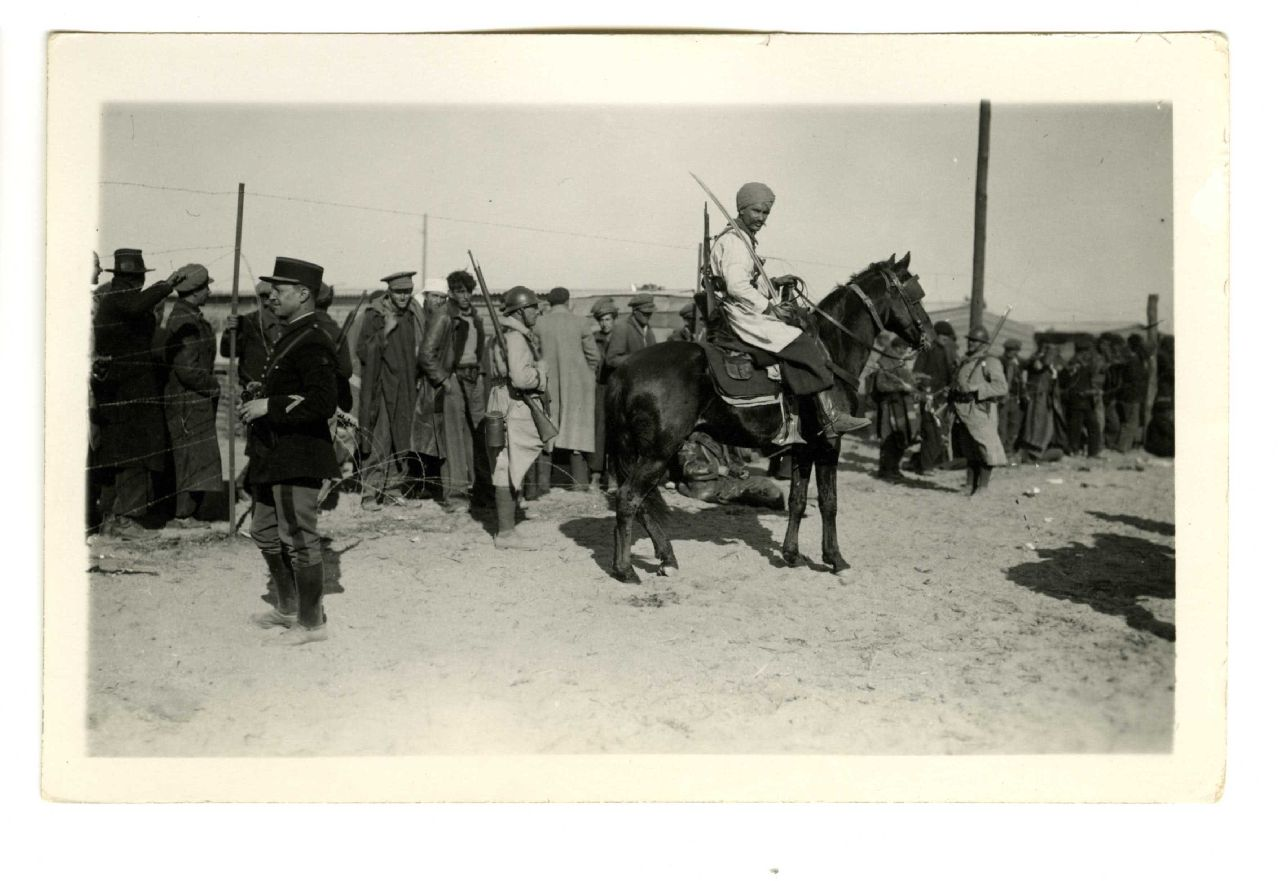
Spahis marocains (sur le cheval) montant la garde devant des réfugiés espagnols du camp d'Argelès.

 Pour faire face à l'afflux important et sous-estimé, le gouvernement décide de précipiter l'installation des différents camps de concentration théorisés un an avant. À la surprise des habitants et du maire du village d'Argelès-sur-Mer prévenus le 29 janvier 1939, les prémices du camp sont installés dès le lendemain par un détachement de 90 gardes mobiles et une centaine de réfugiés espagnols chargés de dresser des barrières en barbelés. Ces premiers jours de l'existence du camp sont marqués par des conditions de vie très dures pour les premiers internés responsables de l'édification des barbelés. Seulement encadrés par des cordons de gardes mobiles, les réfugiés sont forcés à vivre à même le sable pendant un hiver particulièrement froid en faisant leurs besoins directement dans la mer,. 
Le 1er février 1939, Albert Sarraut, ministre de l’Intérieur et Marc Rucart, ministre de la Santé publique, visitent le site en construction. Officiellement ouvert au début du mois de février 1939 le camp consiste essentiellement en une large bande de sable divisée en différents compartiments séparés par des barbelés avec une capacité d'accueil de 2 000 personnes. À partir du 3 février, la surveillance des prisonniers est essentiellement effectuée par le 24e régiment d'infanterie coloniale des troupes coloniales françaises, en particulier les tirailleurs sénégalais ainsi que les spahis marocains. L'emploi de ces derniers pour surveiller les réfugiés est vécu comme une forme d'humiliation par les républicains du fait de l'utilisation massive des troupes coloniales marocaines par le camp « nationaliste » de Franco lors de la Guerre d'Espagne,.

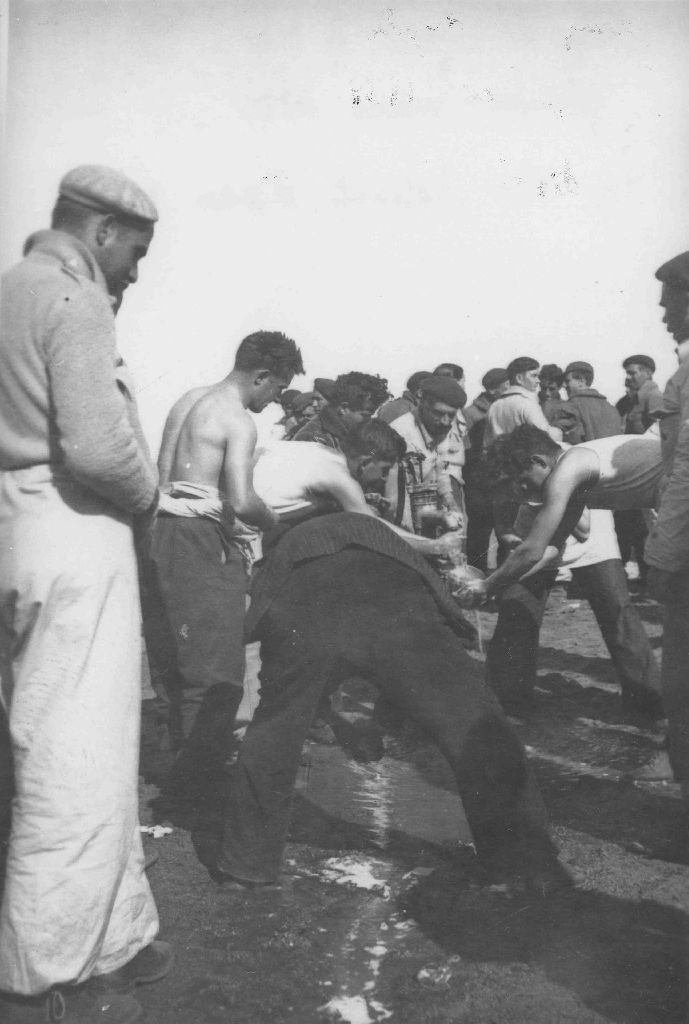
Les premiers robinets d'eau potable n'arrivent qu'en mars 1939.

Le camp est alors divisé en dix-huit îlots essentiellement en fonction de la place des réfugiés dans l'armée républicaine espagnole. Au nord de la Riberette des îlots sont dédiés aux civils (îlot no 8 bis), aux réfugiés basques (îlot no 9), aux brigades internationales (îlot no 10) ainsi qu'à une partie de l'infanterie républicaine (îlot no 11). Au sud du fleuve, sur les dix restants, côté terre sont divisés les mutilés (îlot no 1), la police et les gardes d’assaut (îlot no 2), l’infanterie (îlot no 3), la cavalerie (îlot no 4), l'artillerie (îlot no 5), les services de l'intendance et les douaniers (îlot no 6), ainsi que l’aviation et les services de santé (îlot no 7). Du côté de la mer se retrouvent les îlots réservés aux femmes et aux enfants (îlot no 1 bis), aux blessés (îlot no 2 bis), à l'infanterie (îlot no 3 bis), à la direction centrale des armées (îlot no 4 bis), au génie (îlot no 5 bis), à la marine (îlot no 6 bis), aux fonctionnaires (îlot no 7 bis). Ces deux parties sont séparées par une allée centrale que les réfugiés surnomment la rambla. 
Durant les deux premiers mois du fonctionnement du camp, si ces divisions sont globalement respectées, il existe toutefois une grande porosité entre les différentes parties du camp, voire entre l'intérieur et l'extérieur ce qui rend les évasions ou les sorties ponctuelles relativement aisées. De même, du fait de l'afflux trop important de réfugiés sur une trop courte période, aucune statistique, ni aucun recensement individuel est effectué dans les premiers temps par les militaires français qui abandonnent dès février la méthode de notices individuelles à la frontière.
Initialement, le camp ne se compose d'aucun bâtiment en dur, d'aucun accès à l'eau, ni de sanitaires et la majorité des réfugiés dorment dans des cabanes faites à partir de roseaux récupérés sur la plage, sous des couvertures de fortunes ou bien à même le sol dans des trous creusés dans le sable. Les premiers robinets d'eaux potables ne sont installés qu'en mars 1939 et les premières baraques en bois ne sont construites qu'à partir de mai par les réfugiés eux-mêmes avec du bois de récupération fourni par les troupes coloniales chargées de la surveillance,. Du fait de sa proximité avec les deux points de passage les plus importants, Cerbère et le Perthus, le camp d'Argelès-sur-Mer va rapidement concentrer la majorité des flux de réfugiés, dépassant dès le début du mois de février sa limite théorique d'accueil.

#### D'avril à juin 1939, la réorganisation progressive du camp

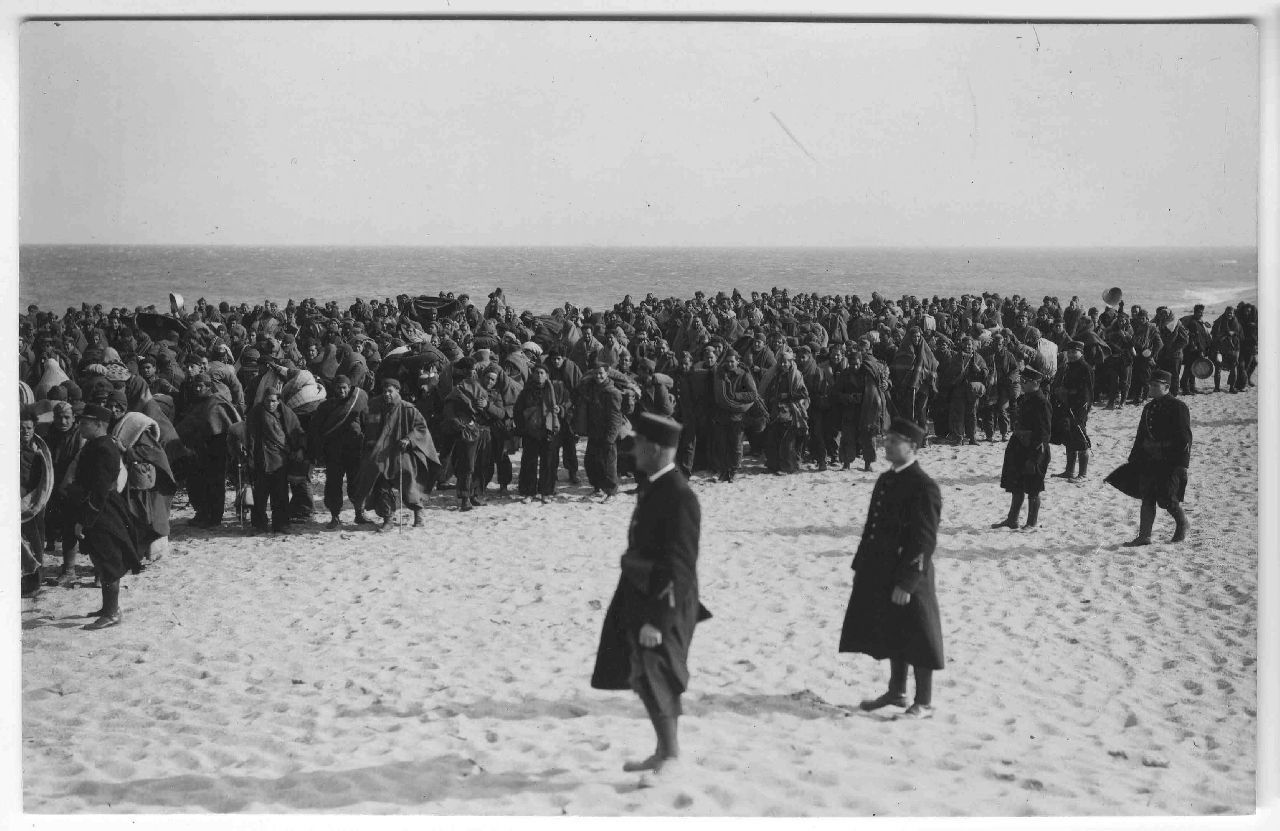
Arrivée des soldats réfugiés au camp du Barcarès en mars 1939.

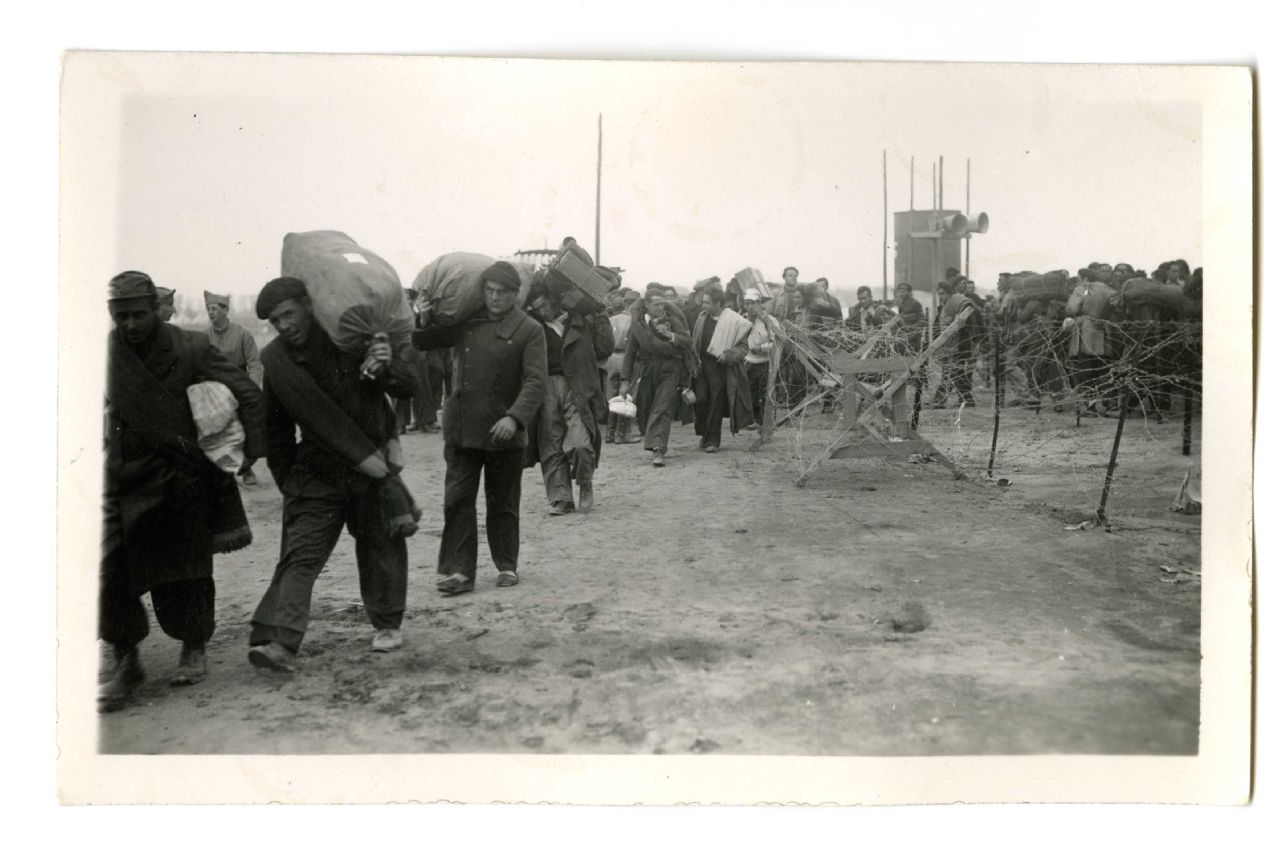
Les réfugiés basques quittent le camp d'Argelès-sur-Mer pour celui de Gurs (Basses-Pyrénées) le 14 avril 1939.

Le commissariat du camp n'établit une comptabilité du camp qu'à partir de la fin du mois de mars, dans le même temps l’autorité militaire départementale effectue la même tâche pour l'ensemble des camps des Pyrénées-Orientales. Les deux sources croisées font état en date du 1er mars 1939 de 80 000 internés, parmi eux, 53 900 soldats républicains, 22 300 civils et 3 800 brigadiers internationaux. Ces données excluent toutefois les femmes et les enfants qui ne sont pas encore comptabilisés et qui ne le seront par la suite que par la recension des départs et des arrivées. En y ajoutant ainsi les femmes et les enfants, le nombre de réfugiés entre mars et juin 1939 peut être porté à un peu plus de 102 000 personnes. 
La population culmine au mois de mars 1939, le camp enregistre par la suite essentiellement des sorties ; les réfugiés sont progressivement redirigés vers d'autres camps ou renvoyés en Espagne. Selon les chiffres de la sureté nationale du camp de février à mai 1939 environ 57 000 réfugiés sont réorientés vers d'autres camps, 14 000 sont rapatriés à la frontière, 1 600 sont autorisés à sortir libre, 1 400 sont évacués vers différents hôpitaux, 3 300 sont emprisonnés, et 1 100 s'engagent dans la Légion étrangère. 
Parmi les plus importants transits entre les différents camps, le premier de grande ampleur est celui de mars 1939 entre le camp d'Argelès-sur-Mer et celui du Barcarès pour anticiper la fermeture de ce premier et pour orienter les réfugiés vers un lieu d'internement conçu dans une précipitation moindre. Le 14 avril 1939 les réfugiés basques du camp d'Argelès-sur-Mer ainsi que les soldats internationaux sont réorientés vers celui de Gurs dans les Pyrénées-Atlantiques. En juin 1939 le camp ferme temporairement pour permettre la construction de baraques en bois plus pérennes. Les camps de Saint-Cyprien et de Rivesaltes accueillent également une grande partie des internés d'Argelès.

### La réouverture du camp dans le contexte de la Seconde Guerre mondiale
Le camp rouvre à partir de septembre 1939. Alors que la capacité théorique d'accueil du premier camp approchait les 2 000 places, les nouvelles infrastructures en bois portent à 15 000 la capacité d'accueil du camp. La capacité d'accueil maximale est atteinte dès le 28 octobre 1939 avec plus de 16 400 internés dont 12 423 hommes, 2 001 femmes et 1 982 enfants. Dans les premiers temps de la réouverture, si les premiers réfugiés réinstallés sont encore des républicains espagnols, la composition est néanmoins très différente dans la première période du camp de février à juin 1939. Alors que le camp accueillait initialement une très grande majorité d'hommes, anciens soldats républicains pour la plupart, cette fois-ci le nombre de femmes et surtout d'enfants sont beaucoup plus importants. Si les femmes et les enfants ne représentent encore qu'un tiers des effectifs du camp en octobre 1939, dès le mois de décembre, les femmes et les enfants sont 6 600 sur un camp qui compte 15 500 internés. Le camp se divise alors entre celui des femmes et des enfants et celui des hommes. L'inflexion rapide de la proportion d'hommes et de femmes du mois d'octobre à celui de décembre s'explique en raison du départ des hommes du camp vers les Compagnies de travailleurs étrangers où ils servent de main d’œuvre agricole pour faire face à la pénurie de travailleurs du fait de la mobilisation générale de la Seconde Guerre mondiale. Le camp subit une nouvelle période d'exode lors de l'attaque allemande sur la France. Des militaires blessés belges, polonais, tchécoslovaques et français viennent remplir le camp.

### Le camp pendant l'occupation et sous le régime de Vichy

Carte de la France sous l'Occupation. Le camp d'Argelès-sur-Mer se trouve en Zone libre.

En raison de l'occupation allemande, les camps de Gurs et de Lucé sont évacués et les réfugiés qui y avaient été placés, notamment en provenance d'Argelès-sur-Mer, sont de nouveau déplacés vers leur premier camp d'accueil situé en Zone libre. Alors que de nombreux réfugiés espagnols avaient été relâchés en qualité de travailleurs étrangers, la situation à la suite de la défaite rend de nouveau leur position instable, en particulier pour ceux identifiés comme communistes ou anarchistes. Dans cette perspective, de nombreux étrangers essayant de fuir le conflit sont arrêtés et placés dans le camp d'Argelès qui doit de nouveau répondre à l'urgence de l'exode provoquée par la défaite française,.

## La place des femmes dans le camp
Officiellement le camp d'Argelès n'est pas destiné à accueillir des femmes, qui sont, à l'instar des enfants et des blessés évacués hors des Pyrénées-Orientales lors de leurs passage à la frontière vers des centres d'hébergement plus adéquats. La fonction initiale du camp est d'interner en priorité les hommes en âge de se battre. De plus, certaines femmes désireuses de ne pas être séparées d'un proche font également le choix précoce du camp en dépit des conditions de vie plus difficile qu'en centre d'hébergement. 

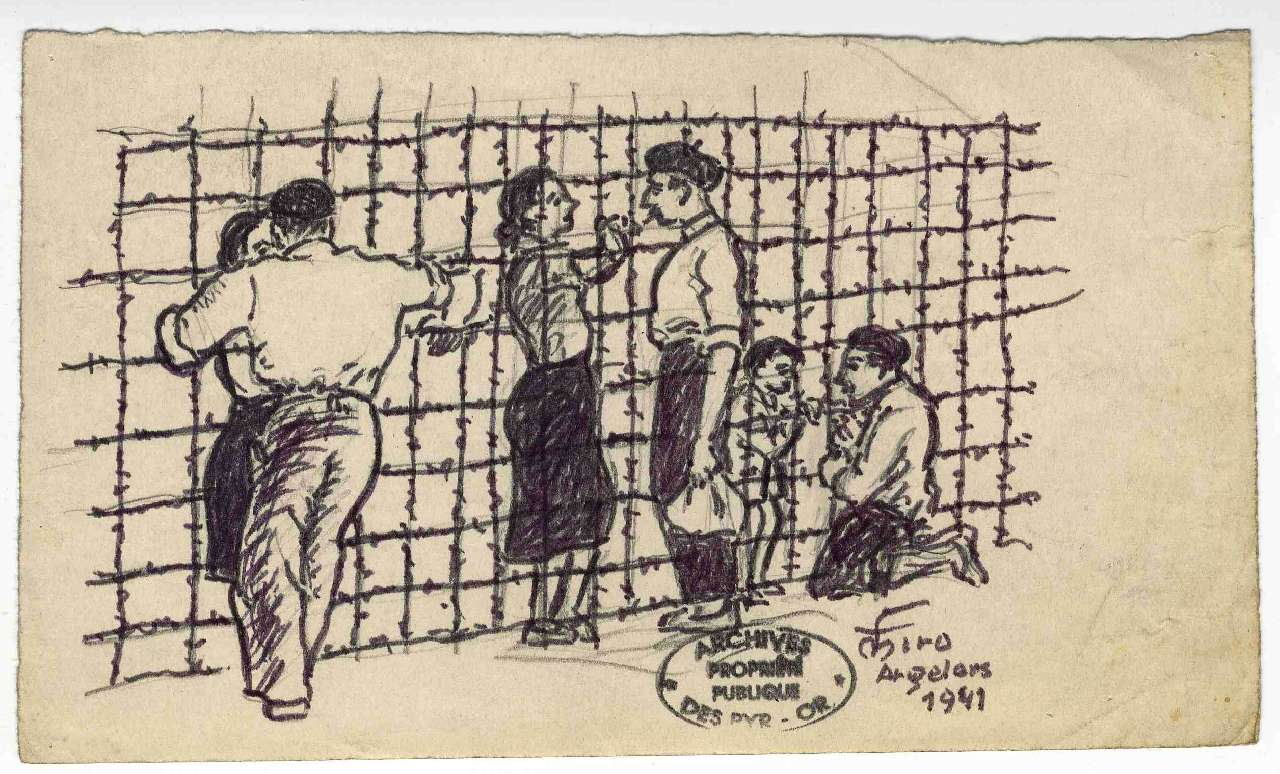
Dessin de Francesc Miró représentant des couples et leurs enfants séparés par les barbelés du camp. Feutre et crayon..

 La présence de femmes en nombre est néanmoins avérée dès février 1939 de telle sorte qu'une partie du camp leur est finalement dédiée. Cette présence s'explique par l'absence d'anticipation des autorités française vis-à-vis de l'affluence des réfugiés. De même que les enfants, elles restent toutefois minoritaires comparativement aux hommes et cela jusqu'en décembre 1939, date à laquelle la division tend à devenir paritaire entre les hommes d'un côté et les femmes et les enfants de l'autre. Cette inflexion est due au changement de priorité des autorités française vis-à-vis de sa politique d'accueil dans les centres d'hébergements en France. À partir de la fin de l'été 1939 et le début de la guerre, les étrangers dans leur globalité sont perçus comme des éléments à surveiller, et la préférence est donnée aux Français au sein des centres d'hébergement. Les femmes ainsi que les enfants espagnols viennent alors remplir en nombre les effectifs des camps. Synonyme de ce changement, les premières statistiques individuelles incluant les femmes sont opérées à partir de septembre 1939. Si la majorité des femmes enceintes sont redirigées vers des centres adéquats tel que la maternité d'Elne, le camp connait tout de même six naissances de janvier à avril 1940,.

### Les femmes dans le maintien d'un tissu social

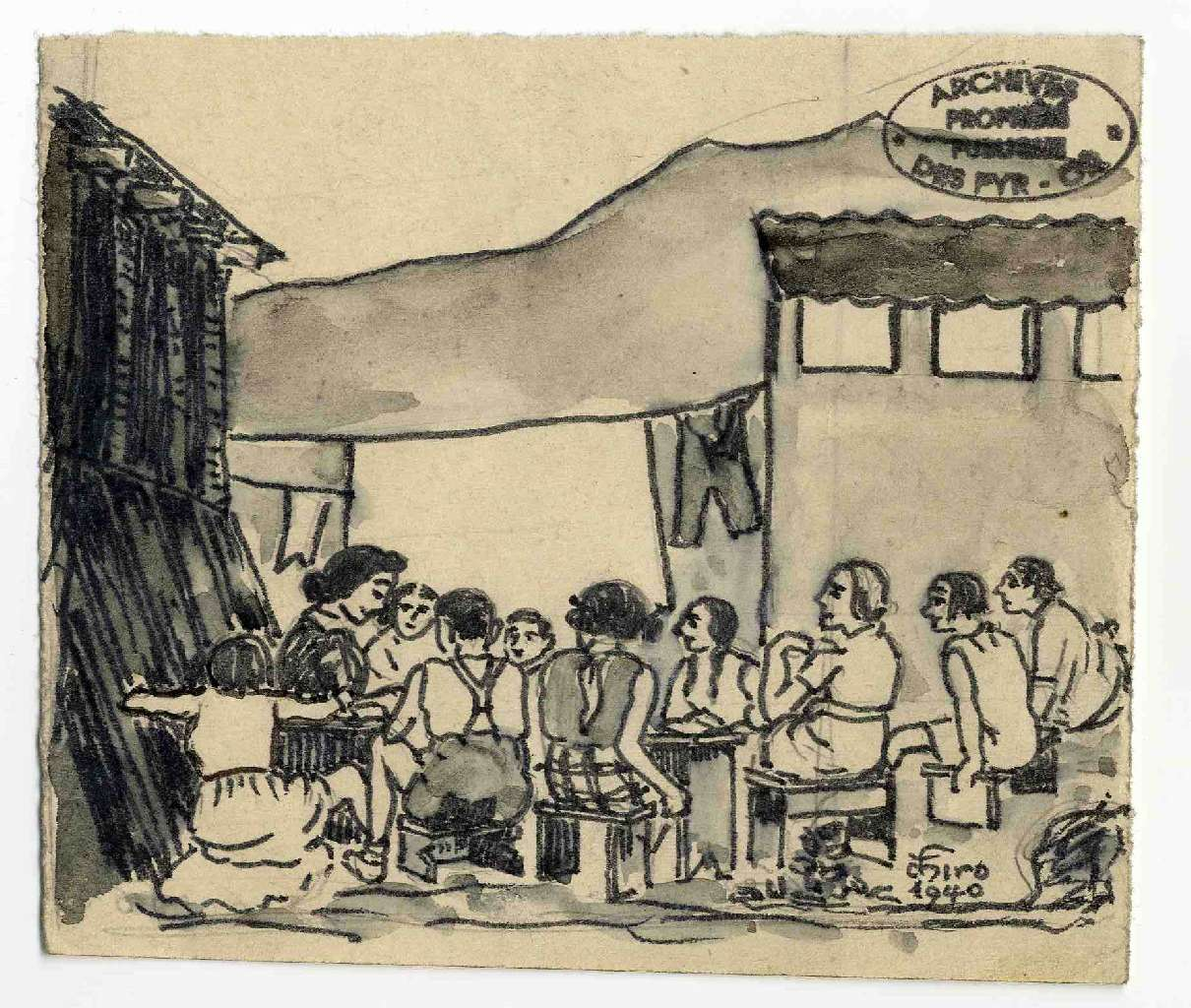
Dessin de Francesc Miró représentant une femme donnant une classe en plein air. Feutre et aquarelle..

Ainsi, si la place des femmes dans le camp tend à être minoré par les autorités officielles, et si leur nombre est effectivement moindre que celui des hommes, elles tiennent une place importante dans le maintien d'une vie sociale à l'intérieur du camp. A titre d'exemple, ces dernières s'avèrent particulièrement actives dans la persistance d'une instruction au sein du camp. Ayant la charge des enfants, elles sont les premières à réclamer et obtenir la possibilité d'apprendre le français au sein du camp. Cette initiative est encouragée par les autorités qui y voient un moyen d'intégration des réfugiés sur le long terme. Enfin, elles demeurent également actives dans le développement de la vie artistique au sein du camp, autant via l'organisation de concert que de pièces de théâtre. Ces activités s'imposent comme un moyen pour elles de faire entendre leurs voix au sein d'une institution coercitive qui minore leur place et leur parole. L'art s'impose alors comme un moyen de porter une parole parfois contestataire.

## Le camp dans les arts

### Les artistes du camp
Très rapidement, les artistes emprisonnés au sein du camp ressentent la nécessité de témoigner de leur expérience et de leurs conditions de vie en se structurant au sein d'une « presse des sables » clandestine et anti-franquiste. Disposant de matériel d'écriture fourni par les réseaux clandestins, les étudiants d'art du camp d'Argelès forment un « salon des Beaux-Arts » et organisent des récitals de poésie chaque soirs à l'occasion des rincones de cultura (recoins de la culture), ainsi qu'une éphémère revue artistique en catalan, le Boletín de los estudiantes, où il déclare par ailleurs : « Nous continuons la tâche de propagation de la culture que nous avions commencée en Espagne, quand la Barraca [nom de la troupe de théâtre de Federico García Lorca] et nos missions paysannes apportaient la culture dans tous nos villages. Les franquistes sont l'anticulture. Ils ne sont pas l'Espagne. C'est nous qui sommes l'Espagne »

#### Les photographes extérieurs

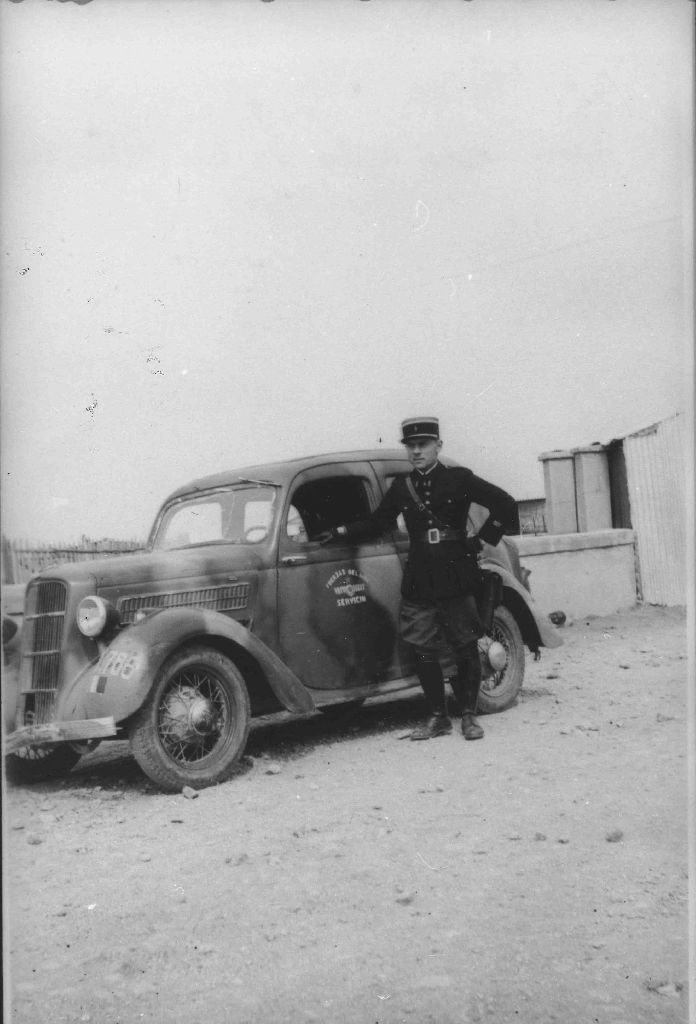
Le lieutenant Belloc réalise pendant son activité de surveillant du camp un important travail photographique de mémoire.

Durant la guerre d'Espagne, puis dans le reste de l'Europe pendant la Seconde Guerre mondiale, la photographie s'impose comme un puissant vecteur de communication et son usage se démocratise progressivement. À Argelès-sur-Mer Albert Belloc, l'un des gardes mobiles chargés de la surveillance des réfugiés basques du camp, immortalise pour le compte des différents journaux locaux, notamment L'Indépendant et le Midi Libre, un nombre important de photographies du camp qui rendent compte des conditions de vie difficiles des prisonniers.
Ce travail se couple avec celui de nombreux photographes professionnels. Robert Capa et Manuel Moros réalisent à eux deux plus d'une centaine de photographies du camp d'Argelès-sur-Mer, mais contrairement à leurs couvertures de la guerre ou de l'exil au sud des Pyrénées, les photographies des camps restent relativement peu diffusées à l'époque. À l'inverse, les photos d'Auguste Chauvin, qui dispose d'un studio à Perpignan, bénéficient d'une couverture médiatique très importante et s'imposent comme une référence pour l'opinion publique française.
Si des photographes professionnels séjournent dans le camp d'Argelès à l'instar d'Agustí Centelles, ils sont peu nombreux à témoigner via la photographie de leurs conditions de vie dans les camps, à la fois pour des raisons matérielles, mais également dans le cas de Centelles pour des raisons de sécurité. Alors que ce dernier réalise par la suite plus de 500 photographies du camp de Bram, les gardes du camp d'Argelès interdisent l'usage de la photographie par les réfugiés. Le photographe catalan Guillermo Zúñiga, lui aussi retenu dans le camp, réalise clandestinement une série de dix-neuf photographies à l'intérieur du camp qui apparaissent comme l'un des rares témoignages photographiques d'un réfugié dans le camp d'Argelès-sur-Mer.

#### Les peintres réfugiés
À l'inverse de la photographie qui n'est pas du fait des réfugiés, ces derniers sont nombreux à pratiquer le dessin. Un nombre important d'artistes catalans fondamentalement opposés au franquisme ont pris la route de l'exil après la chute de la République jusqu'au camp d'Argelès.

## Prisonniers célèbres
- Celestino Alfonso (1916-1944), républicain espagnol, FTP-MOI du groupe Manouchian ;
- Manuel Altolaguirre (1905-1959), éditeur, poète et scénariste républicain espagnol ;
- José Cabrero Arnal (1909-1982), républicain espagnol, créateur du personnage de bandes dessinées Pif le chien, déporté au camp de Mauthausen ;
- César Alvajar (1892-1965), journaliste et homme politique galicien ;
- Joaquim Amat-Piniella (1913-1974), écrivain, déporté au camp de Mauthausen ;
- Agustí Bartra (1908-1982), écrivain et universitaire catalan ;
- Josep Bartolí (1910-1995), républicain espagnol, célèbre dessinateur ;
- Lluís Martí Bielsa (1921-2019), personnalité de la guerre d'Espagne et résistant de la Seconde Guerre mondiale, survivant de la déportation du camp de concentration de Dachau.
- Mercedes Núñez Targa (1911-1986), femme politique républicaine espagnole ;
- Diego Camacho (1921-2009), écrivain espagnol et militant anarchiste ;
- Adela Carreras Taurà (1916-1999), journaliste à Radio Paris[33], danseuse, actrice et résistante. Elle garde son nom d'artiste d'Adelita del Campo en mémoire de son incarcération dans le camp[34] ;
- Agustí Centelles (1909-1985), photographe;
- Anna Delso (1922-2020), militante libertaire, anarcho-syndicaliste et féministe espagnole ;
- Pierre Garcia-Fons (1926-2016), peintre ;
- Eulalio Ferrer (1920-2009), chef d'entreprise, écrivain et philanthrope espagnol, exilé au Mexique à la suite de la guerre d'Espagne ;
- Marcel Langer (1903-1943), membre des Brigades internationales, puis résistant toulousain, guillotiné le 23 juillet 1943 à la prison Saint-Michel de Toulouse ;
- Amparo López Jean (1885-1942), militante féministe ;
- Ilario Margarita (1887-1974), militant anarchiste et syndicaliste libertaire italien ;
- Conrad Miret i Musté (1906-1942), résistant et républicain catalan, assassiné à la prison de la Santé, à Paris[35];
- Francesc Miró i Pomares (1907-1998), dessinateur et céramiste ;
- Gori Muñoz (1906-1978), peintre ;
- Antonio Mulero Guerrero (1904-1941), mort dans le camp de concentration de Gusen, en Autriche;
- Rubén Ruiz Ibárruri (1920-1942), : fils de La Pasionaria, soldat de l'armée populaire de la République, puis lieutenant de l'Armée rouge;
- Conxa Pérez Collado (1915-2014), militante anarchiste et militaire républicaine de la guerre d'Espagne ;
- Elisa Piqueras (1912-1974), sculptrice ;
- Eduardo Pisano (1912-1986), artiste peintre espagnol ;
- Manolo Valiente (1908-1991), peintre, sculpteur et personnalité de Banyuls-sur-Mer ;
- José (1916-1969) et son frère Javier Vilató (1921-2000), peintres, neveux de Picasso.

## Hommages

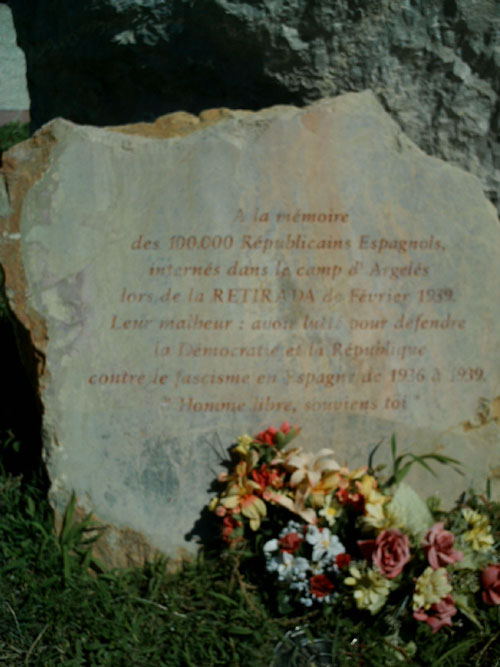
Stèle de commémoration pour les rescapés de la Retirada.

Inscriptions sur la stèle de commémoration de la plage nord de Argelès-sur-Mer:
| À la mémoire des 100 000 républicains espagnols, internés dans le camp d'Argelès lors de la RETIRADA de février 1939. Leur malheur : avoir lutté pour défendre la Démocratie et la République contre le fascisme en Espagne de 1936 à 1939. Homme libre, souviens-toi. (A la memoria de los 100.000 republicanos españoles, internados en el campo de Argelès, tras la RETIRADA de febrero de 1939. Su desgracia: haber luchado para defender la Democracia y la República contra el fascismo en España de 1936 a 1939. Hombre libre, acuérdate.) |

### Articles
- Juan Sánchez Sánchez, « Un relato de la guerra civil española y de los campos de concentración franceses », en Migraciones & Exilios: Cuadernos de la Asociación para el estudio de los exilios y migraciones ibéricos contemporáneos, ISSN 1577-3256, no . 6, 2005 (Ejemplar dedicado a: Arte español y exilio republicano), págs. 129-145 (texte en pdf)
- Geneviève Dreyfus-Armand, « Réfugiés espagnols : quand la France choisissait l’infamie », Libération,‎ 9 septembre 2015 (lire en ligne)
- Gwenaëlle Moulins, « Argelès se souvient du camp de concentration des Républicains », La Croix,‎ 28 mars 2009 (lire en ligne)
- Solenn Sugier, Il y a 80 ans, la Retirada - Une enfance dans les camps français, Libération, 10 février 2019, [lire en ligne].

### Littérature
- Jean Anglade, La Noël aux prunes, Julliard, 1983.
- Jordi Soler, Les exilés de la mémoire (Los Rojos de Ultramar, 2004), Belfond, 2007.
- Serge Pey, Le trésor de la guerre d'Espagne, Paris, éd. Zulma, 2011.
- Agustí Bartra, Christ aux 200 000 bras : Camp d'Argelès-sur-Mer, Riveneuve, 2016, 170 p. (ISBN 978-2-36013-356-7, présentation en ligne).
- Barbara Bordes, Le Camp des oubliés, Éditions Cap Béar, 2024.

### Expositions
- En 2022, le mémorial du camp présente une rétrospective du travail du photojournaliste Antoni Campañà, issue de sa célèbre Boîte rouge[38].